# Institut national de géophysique et de volcanologie
L'Institut national de géophysique et de volcanologie (italien : Istituto Nazionale di Geofisica e Vulcanologia, INGV) est un institut de recherche italien pour la géophysique et la volcanologie. Il est issu de la fusion en 1999 des principaux instituts de recherche italiens sur ces sujets : l'Observatoire du Vésuve de Naples, l'Institut national de géophysique de Rome, l'Institut international de volcanologie de Catane, l'Institut de géochimie des fluides de Palerme et l'Institut de recherche sur le risque sismique de Milan.
L'INGV est financé par le Ministère de l'Éducation, de l'Université et de la Recherche. Au sein de l'état italien, ses principales responsabilités concernent la protection civile, la surveillance et l'entretien des réseaux nationaux étudiant les phénomènes sismique et volcanique, et dans le cadre de la prévention, la sensibilisation et la formation de la population italienne aux risques naturels. L'institut emploie environ 1 000 personnes réparties entre le siège de Rome et les autres sections de Milan, Bologne, Pise, Naples, Catane et Palerme.
L'INGV figure parmi les 20 principales institutions de recherche en matière de productions et publications scientifiques. Il participe et coordonne plusieurs projets européens de recherche et organise des réunions scientifiques internationales, en collaboration avec d'autres institutions,,.

## Les présidents
- 29 septembre 1999 – 11 août 11, 2011: Enzo Boschi[7]
- 12 août 2011 – 21 décembre 2011: Domenico Giardini[7]
- 21 mars 2012 - 27 avril 2016 : Stefano Gresta (depuis le 21 décembre 2011,  président intérimaire)
- 28 avril 2016: Carlo Doglioni[8].